# 天池乡 (娄烦县)
天池乡是中国山西省太原市娄烦县下辖的一个乡。

## 行政区划
天池乡共辖32个行政村，分别是：
两岭沟村、前西舍村、后西舍村、王家崖村、石备沟村、红洼村、大树村、河北村、下冶南村、上冶南村、六牙沟村、孔河沟村、杏树坡村、窑儿上村、南岔村、团堡村、天池店村、鹰落沟村、韩家沟村、兑集沟村、舍科沟村、大娄则村、周家掌村、陈家庄村、小娄则村、顺道村、石家岩村、崖头村、白家滩村、圪垛村、马道沟村、东沟塔村等。